# Xavier Méride
Xavier Méride (Parigi, 9 gennaio 1975) è un ex calciatore francese, di ruolo difensore.

## Biografia
Sposa Bénédicte nel giugno del 1999.

## Carriera

### Club
Durante la sua carriera gioca per Lens, Tolosa, Créteil, Romorantin, Dinamo Bucarest, Wasquehal e Imphy/Decize SN. Vanta 36 partite di Ligue 1 e 5 presenze nella UEFA Champions League 1998-1999.
Rimase svincolato durante la stagione 2002-2003.

## Palmarès

### Club

#### Competizioni nazionali
- Campionato francese: 1

Lens: 1997-1998
- Campionato rumeno: 1

Dinamo Bucarest: 2003-2004